# 玛丽城广场
玛丽城广场（Place Ville Marie；缩写：PVM） 是加拿大魁北克省蒙特利尔市中心的一个大型办公和购物综合体，包括四座办公大楼和一个地下购物中心。主楼玛丽城广场1号（原名皇家银行大厦，Royal Bank Tower）为国际风格，建于1962年，此后一直是加拿大皇家银行总行所在地。它高188米（617英尺），47层，十字形办公大楼。综合体与世界上最繁忙的蒙特利尔地下城市连通，有室内通道通往超过1,600个企业、数个地铁站、一个郊区总站，以及贯穿整个市中心的隧道。屋顶上的逆时针旋转信标在夜间亮起，四道白光照亮周围的天空，远至50公里外都可看见。

## 建筑
“玛丽城广场”这个名字可以仅仅用来指称主楼，但也可以指称周围四座建于1963年和1964年的较矮的办公楼，以及位于购物中心上方，这些建筑物中间的城市广场。从邮政的角度看，十字形主楼是玛丽城广场1号，二周围较小的建筑物分别是玛丽城广场2号等等。多年来，这些建筑和广场曾多次整修，在最近一次的整修中，广场上的许多灰色混凝土和水磨石被草、花和灌木覆盖。该综合体面积为3,384,000 sq ft（314,384 m2），可停900辆车，有大约70个租户，3,000名雇员。维亚铁路总部设于玛丽城广场3号。